# 오호리 공원역
오호리 공원역(일본어: 大濠公園駅)은 일본 후쿠오카현 후쿠오카시 주오구 오테몬 3초메에 소재하는 후쿠오카 시 교통국 지하철 공항선의 역이다. 역 번호는 K06.
역의 심벌 마크는 후쿠오카 시 출신의 그래픽 디자이너, 니시지마 이사오가 디자인한 것으로 오호리 공원과 마이쓰루 공원 부근에 다수 심어졌던 벚꽃을 뜻한다.

## 역 구조
상대식 승강장 2면 2선의 승강장을 갖는 지하역으로 출입구는 총 5개가 있고, 지하 1층에 대합실, 지하 2층에 플랫폼이 있다.

### 승강장
| 1 | ■공항선·하코자키 선 | 덴진・하카타・후쿠오카 공항・가이즈카 방면 |
| 2 | ■공항선·지쿠히 선   | 메이노하마・지쿠젠마에바루・가라쓰 방면    |

## 이용 상황
2015년도의 1일 평균 승차 인원은 10,216명이다.
최근의 1일 평균 승차 인원의 추이는 아래 표와 같다.
| 연도   | 1일 평균 승차 인원 |
| ------ | ------------------ |
| 2001년 | 7,660              |
| 2002년 | 7,563              |
| 2003년 | 7,418              |
| 2004년 | 7,175              |
| 2005년 | 6,837              |
| 2006년 | 7,190              |
| 2007년 | 7,253              |
| 2008년 | 7,558              |
| 2009년 | 7,339              |
| 2010년 | 7,681              |
| 2011년 | 8,205              |
| 2012년 | 8,372              |
| 2013년 | 8,740              |
| 2014년 | 9,286              |
| 2015년 | 10,216             |

## 역 주변
- 후쿠오카 가정재판소
- 오호리 우체국
- 오테몬 회관
- 오호리 공원
- 오호리 공원 능악당
- 후쿠오카 시 미술관
- 후쿠오카성
- 후쿠오카 파이낸셜 그룹
- NHK 후쿠오카 방송국

## 인접역
| 후쿠오카 시 지하철 ■ 공항선  | 후쿠오카 시 지하철 ■ 공항선 | 후쿠오카 시 지하철 ■ 공항선     |
| ---------------------------- | --------------------------- | ------------------------------- |
| K05 도진마치 메이노하마 방면 |                             | 아카사카 K07 후쿠오카 공항 방면 |